# Yanagida Kenta
Yanagida Kenta (sinh ngày 27 tháng 5 năm 1995) là một cầu thủ bóng đá người Nhật Bản.

## Sự nghiệp câu lạc bộ
Yanagida Kenta hiện đang chơi cho Kamatamare Sanuki.